# Národní liga (Bohemija i Moravska)
Národní liga (u sezoni 1939./40. Mistrovství Čech a Moravy) je bilo prvenstvo u hokeju na ledu Protektorata Bohemije i Moravske, zamijenivši dotadašnju Čehoslovačku ligu. Klubovi iz Slovačke su osnovali svoje prvenstvo, a u ovom natjecanju su sudjelovali klubovi iz Češke (ili Bohemije) te Moravske. Završetkom Drugog svjetskog rata obnovljena je Čehoslovačka te također i Čehoslovačka liga.

## Prvaci i doprvaci
| sezona                    | klubova                   | prvak                     | doprvak                   |
| Mistrovství Čech a Moravy | Mistrovství Čech a Moravy | Mistrovství Čech a Moravy | Mistrovství Čech a Moravy |
| ------------------------- | ------------------------- | ------------------------- | ------------------------- |
| 1939./40.                 | 4                         | LTC Prag                  | SK Horácká Slavia Třebíč  |
| Národní liga              |                           |                           |                           |
| 1940./41.                 | 6                         | I. ČLTK Prag              | LTC Prag                  |
| 1941./42.                 | 6                         | LTC Prag                  | I. ČLTK Prag              |
| 1942./43.                 | 6                         | LTC Prag                  | I. ČLTK Prag              |
| 1943./44.                 | 6                         | LTC Prag                  | I. ČLTK Prag              |

## Poveznice i izvori
- Češka Extraliga
- Čehoslovačka 1. liga
- (češki) Historie českého a československého hokeje  Arhivirana inačica izvorne stranice od 21. veljače 2006. (Wayback Machine)
- (češki) arhiva češkog i čehoslovačkog prvenstva u hokeju na ledu
- (francuski) passionhockey.com/archives
- SFRp's hockey archive  Arhivirana inačica izvorne stranice od 8. ožujka 2010. (Wayback Machine)